# Ni Ursae Majoris
Ni Ursae Majoris (ν UMa, Alula Borealis) – gwiazda podwójna w konstelacji Wielkiej Niedźwiedzicy.

## Nazwa
Tradycyjna nazwa gwiazdy, Alula Borealis, wywodzi się od arabskiego wyrażenia ‏القفزة الأولى‎ Al Ḳafzah al Ūla, co oznacza „pierwszy skok (gazeli)” i odnosi się do tej gwiazdy oraz pobliskiej Ksi Ursae Majoris. Łaciński dodatek Borealis wskazuje, że jest to północna gwiazda spośród tych dwóch. Nazwa ta została formalnie zatwierdzona przez Międzynarodową Unię Astronomiczną w 2016 roku.

## Charakterystyka fizyczna
Jaśniejszy składnik, Ni Ursae Majoris A, jest pomarańczowym olbrzymem należącym do typu widmowego K3 o obserwowanej wielkości gwiazdowej +3,5m. W odległości 7,4 sekundy kątowej znajduje się druga gwiazda – Ni Ursae Majoris B. Jest to żółty karzeł należący do typu widmowego G o jasności 10,1m. Jeżeli gwiazdy te są ze sobą grawitacyjnie związane, to odległość między nimi wynosi co najmniej 950 au, a okres orbitalny układu to ponad 12 tys. lat.